# Carol Mircea Lambrino

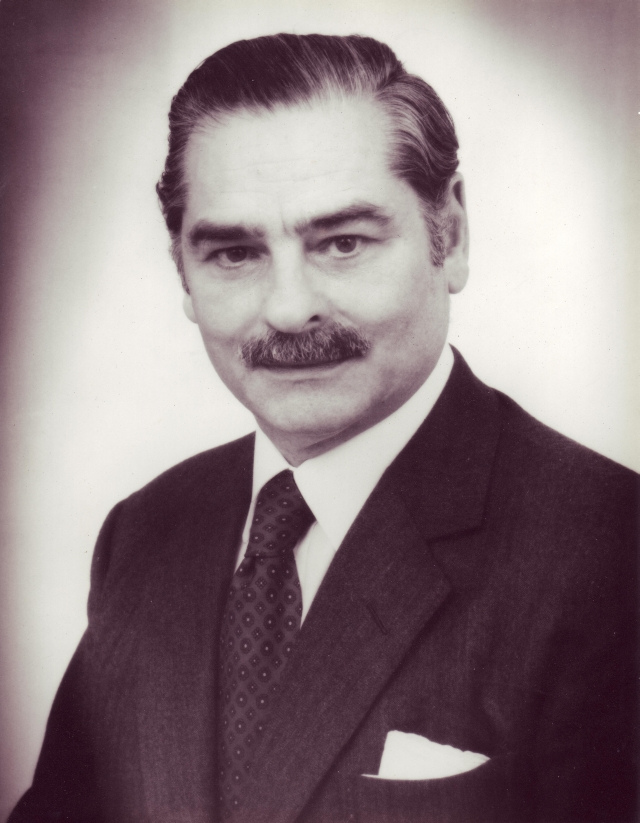
Carol Mircea Lambrino

Carol Mircea Lambrino (* 8. Januar 1920 in Bukarest; † 27. Januar 2006 in London) war der erstgeborene Sohn des rumänischen Königs Carol II. Er entstammt der Liaison Carols mit der Ballerina Zizi Lambrino. Aufgrund der unstandesgemäßen Ehe seiner Eltern wurden Lambrinos Ansprüche auf den Thron des Hauses Hohenzollern-Sigmaringen in Rumänien nicht anerkannt.
Die Ehe von Carol II., den der Ruf eines Playboys umgab, mit der rumänischen Ballerina Zizi Lambrino wurde 1918 in Odessa geschlossen. Ein Jahr später wurde die Verbindung wieder annulliert, da die im 19. Jahrhundert eingeführten höfischen Regeln es Thronerben untersagten, Rumänen zu heiraten. Nach der Auflösung ihrer Ehe wanderte Zizi Lambrino mit ihrem neu geborenen Sohn aus und lebte in Paris und London.
Lambrinos Leben war geprägt vom Kampf um die Anerkennung seiner familienrechtlichen Abstammung. In den 1950er Jahren erkannten ihn Gerichte in Portugal und Frankreich als legitimen Sohn von Carol II. an. In Rumänien sprach ihm erst 2003 ein Gericht seine Legitimität zu. Diese Entscheidung focht Michael, der Halbbruder Lambrinos und rumänische König von 1927–1930 und 1940–1947, an. Eine endgültige Entscheidung im Revisionsverfahren vor dem Obersten Rumänischen Gerichtshof steht noch aus.
Lambrino lebte in London. Sein Heimatland besuchte er nur 1938 anlässlich der Beerdigung seiner Großmutter Marie von Edinburgh. Eine zweite Reise führte ihn erst 2005 wieder nach Rumänien.
In erster Ehe heiratete er 1948 Helene Navagatzine (* 1925). Die Ehe wurde 1958 geschieden. Zwischen 1960 und 1977 war er mit Thelma Williams (1930–1988) verheiratet.
Seit 1984 lebte er bis zu seinem Tod mit Antonia Colville (* 1939) in ehelicher Gemeinschaft zusammen. Er starb am 27. Januar 2006 einige Wochen nach seinem 86. Geburtstag nach langer Krankheit.